# Traben-Trarbach
Traben-Trarbach is een stad in de Duitse deelstaat Rijnland-Palts, en maakt deel uit van de Landkreis Bernkastel-Wittlich.
Traben-Trarbach telt 5.554 inwoners.

## Bestuur
De stad maakt deel uit van de gelijknamige Verbandsgemeinde Traben-Trarbach waarvan het tevens het bestuurscentrum is.

## Indeling gemeente

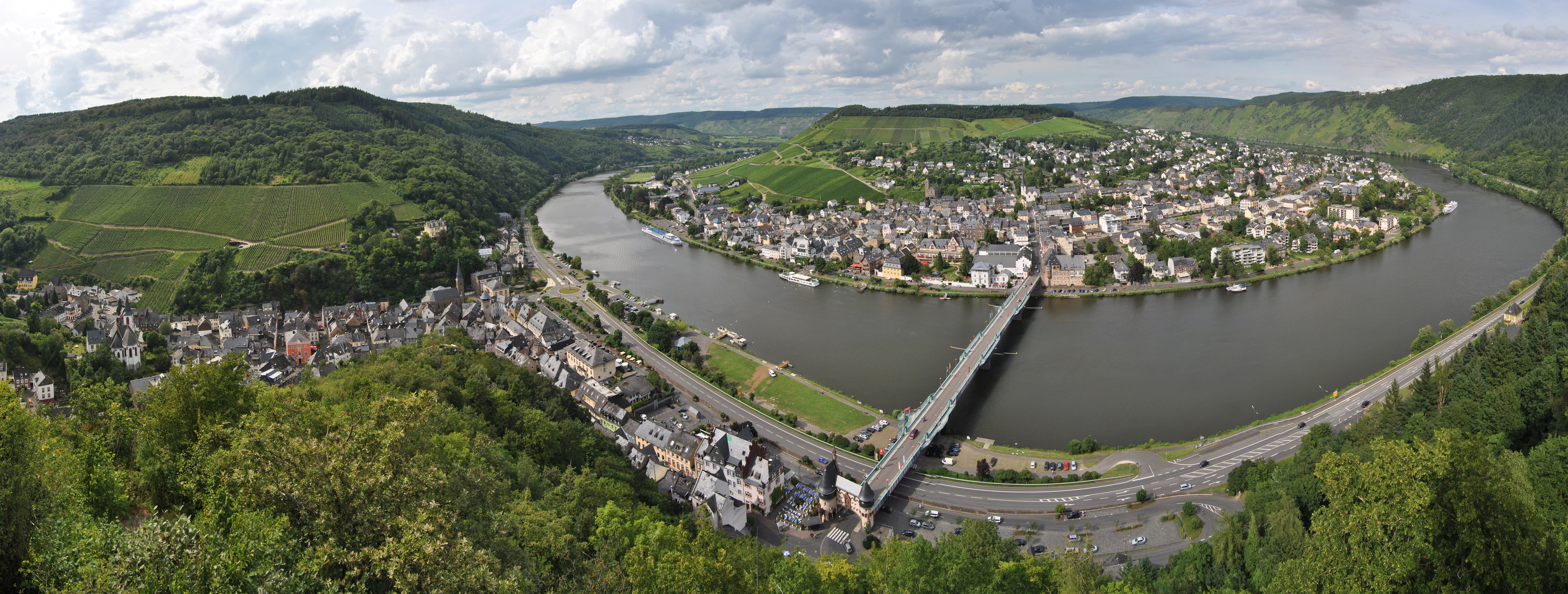
De dubbelstad Traben (rechts) en Trarbach (links) aan de Moezel

De gemeente bestaat uit de volgende delen:
- Traben
- Trarbach
- Litzig
- Wolf
- Bad Wildstein
- Rißbach
- Kautenbach
- Hödeshof

## Geschiedenis
In 1857 werd stadsdeel Trarbach bij een stadsbrand nagenoeg geheel verwoest.

## Afbeeldingen

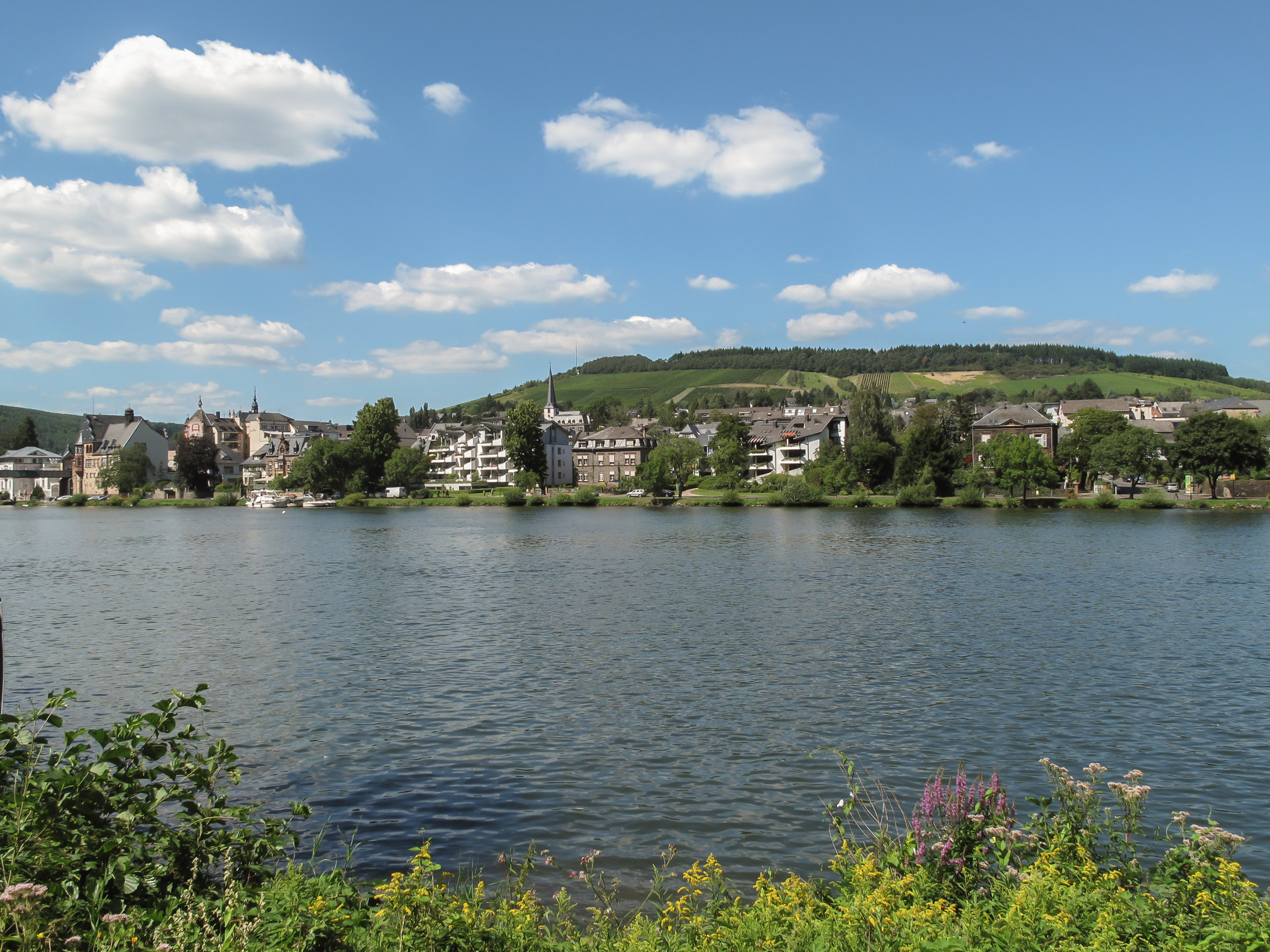
Traben, panorama
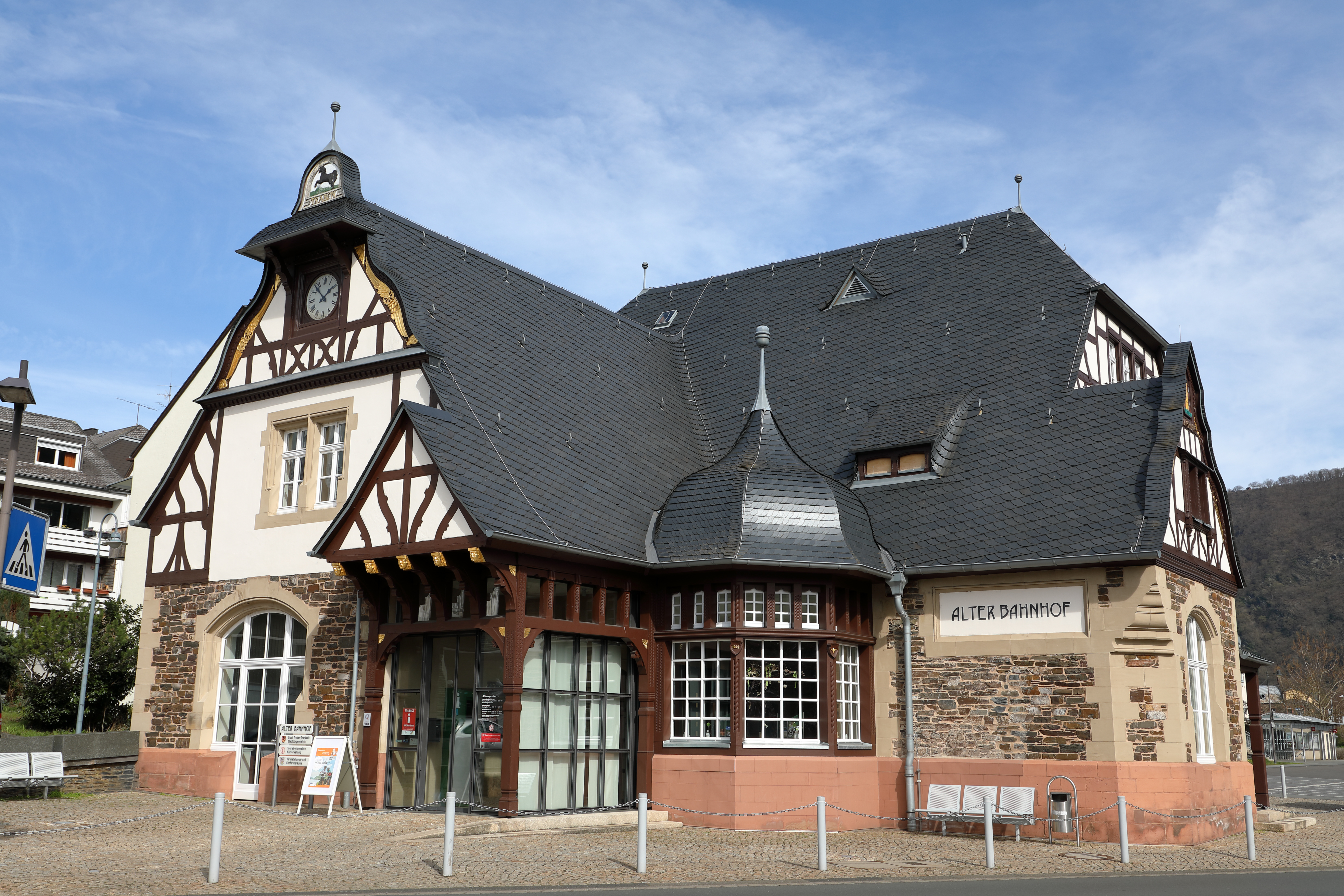
Voormalig stationsgebouw, nu VVV
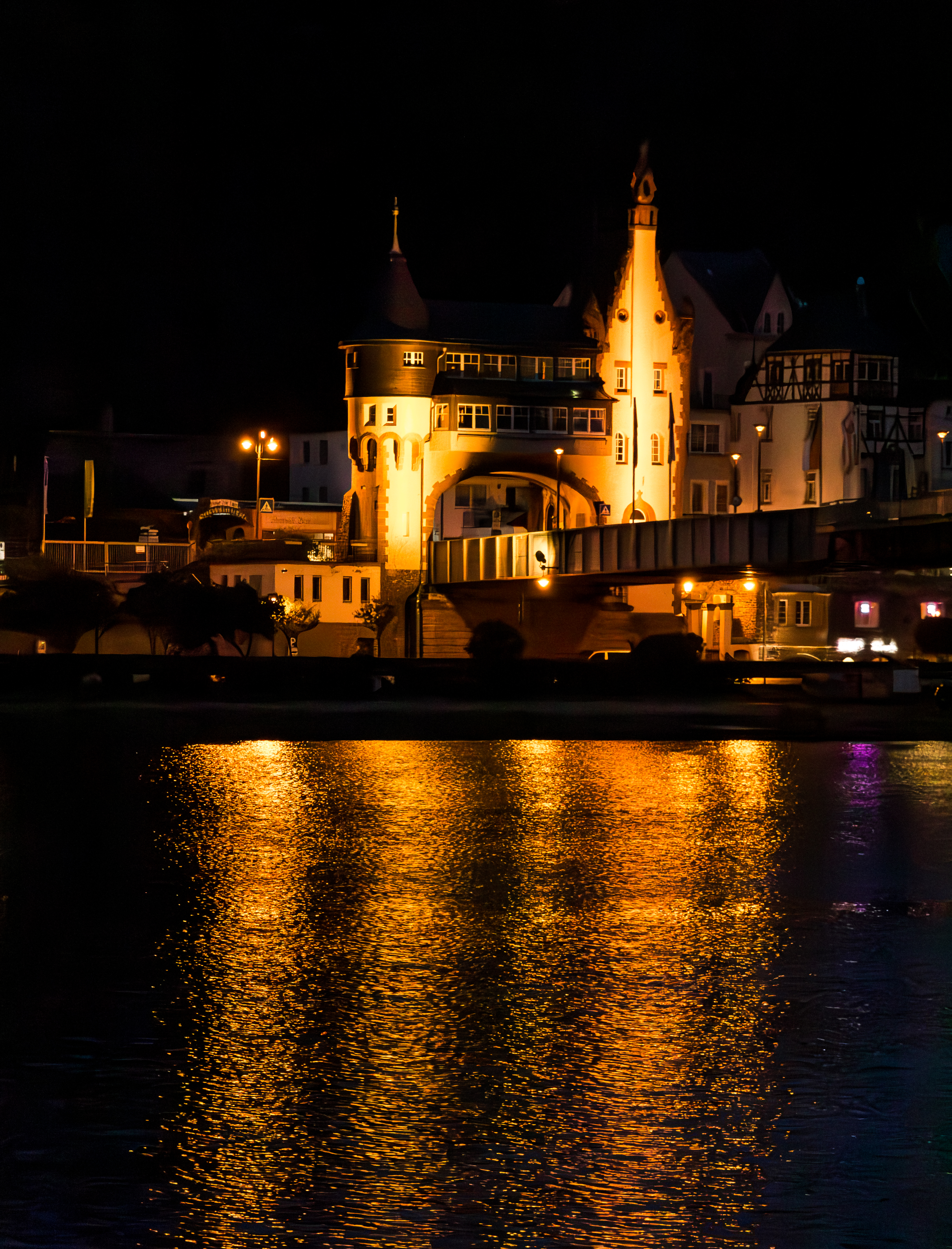
Brückentor
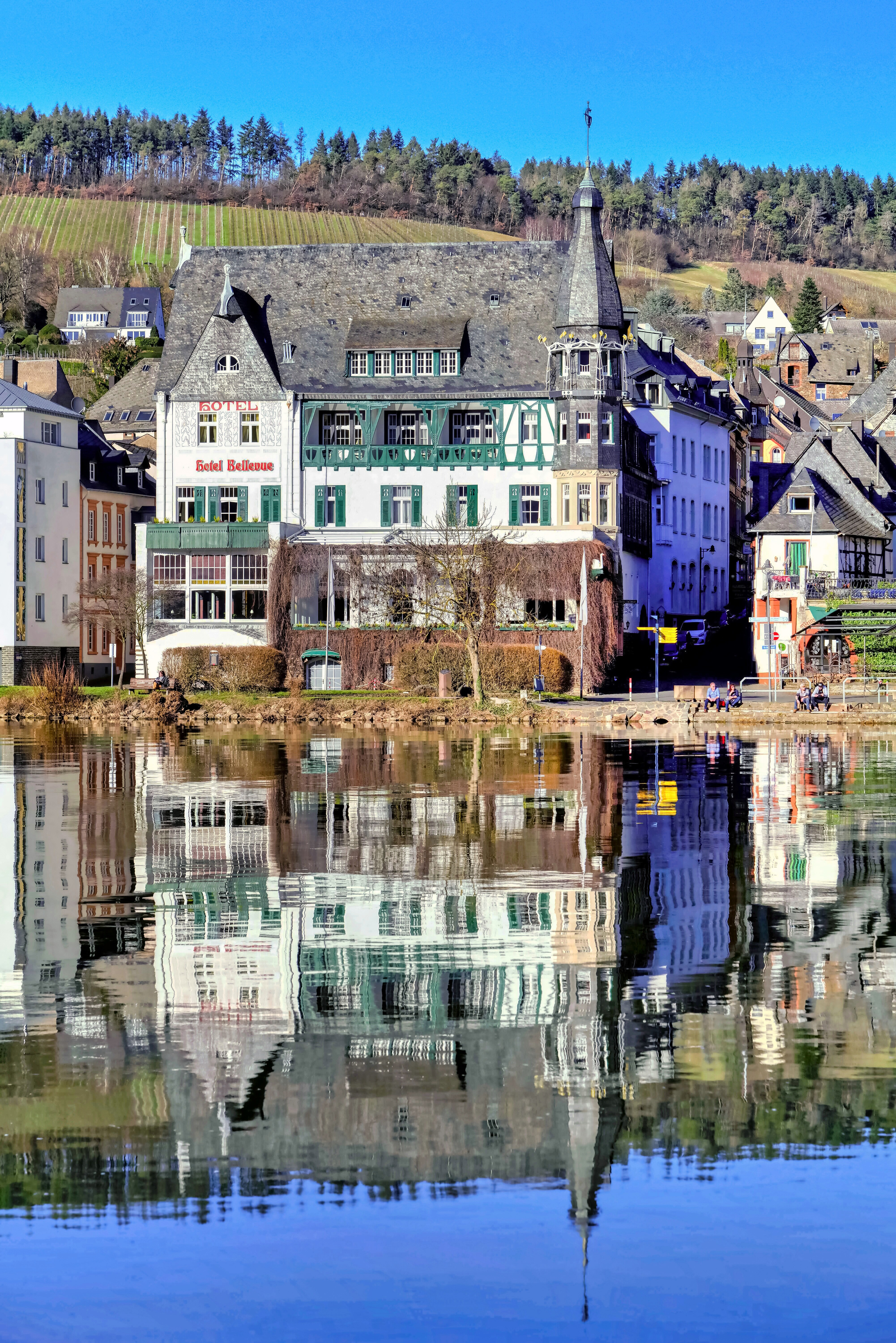
Hotel Bellevue